# 愛知県道244号泉田共和線

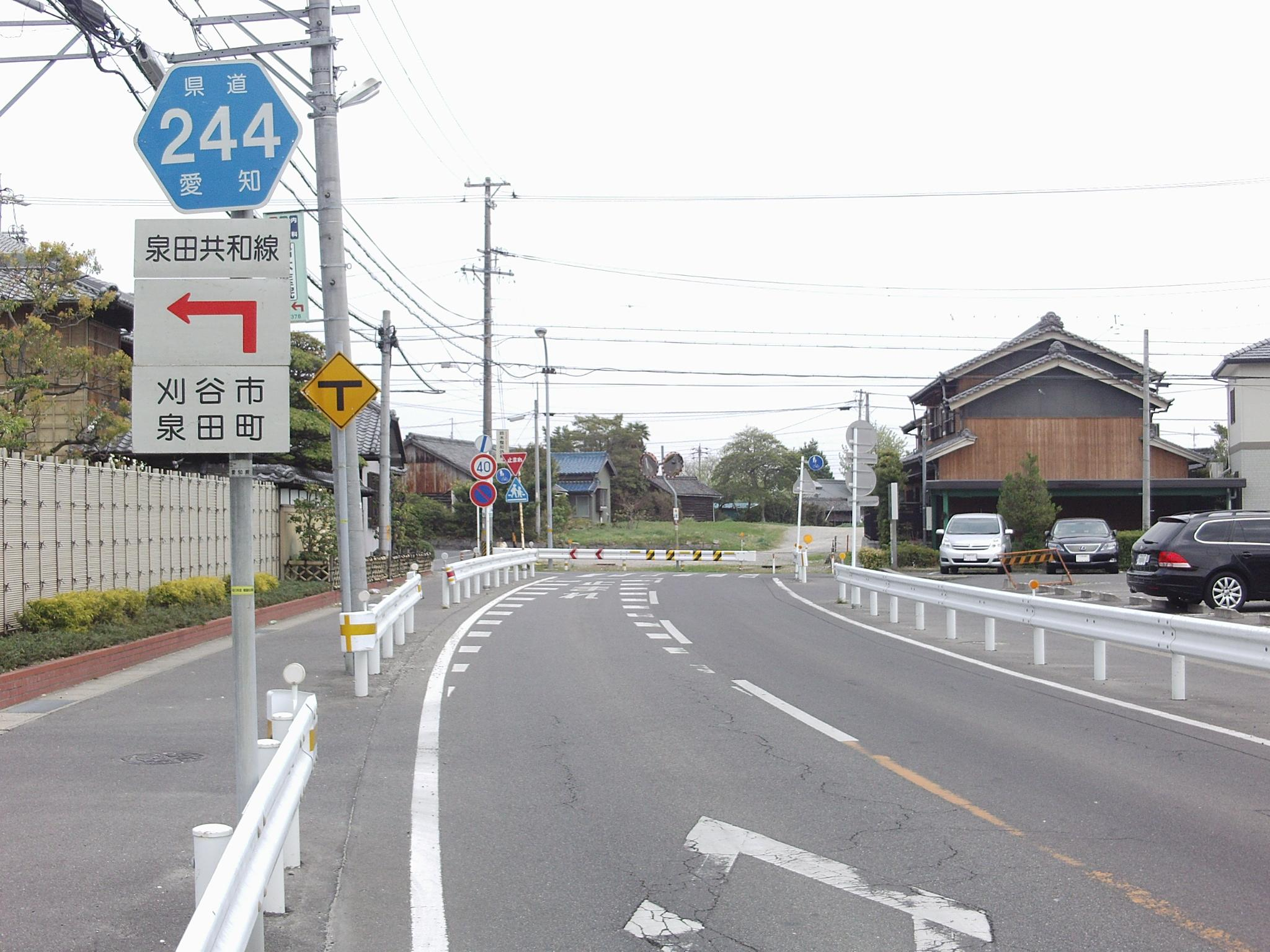
起点付近は入り組んだ経路を通る。（刈谷市泉田町）

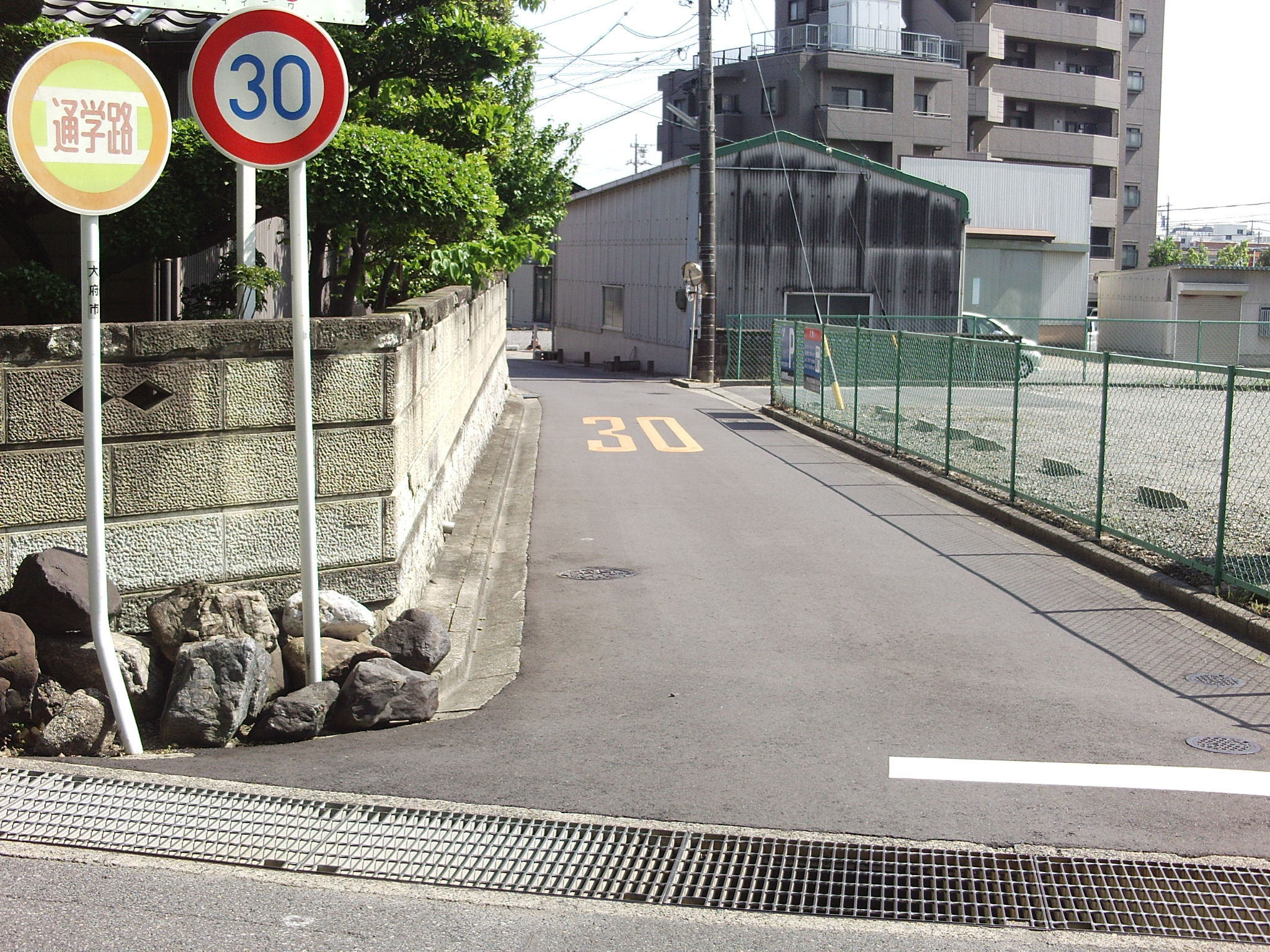
終点。狭い生活道路ながら県道であり最高速度も指定されている。（大府市共和町）

愛知県道244号泉田共和線（あいちけんどう244ごう いずみだきょうわせん）は、愛知県刈谷市から大府市に至る一般県道である。

## 概要

### 路線データ
- 起点：愛知県刈谷市泉田町
- 終点：愛知県大府市共和町

## 沿革
- 1959年（昭和34年）12月15日：認定[1]

## 地理

### 通過する自治体
- 愛知県
  - 刈谷市 - 大府市

### 交差する道路
- 愛知県道282号今川刈谷停車場線（泉田町神戸交差点）
- 愛知県道57号瀬戸大府東海線（北崎交差点）
- 国道366号（梶田町6交差点）
- 愛知県道243号東海緑線（東新町一丁目北交差点）
- 国道23号（名四国道）

### 沿線
- 二ツ池公園
- 至学館大学
- 国道23号共和インターチェンジ